# Fredrik Frans Wallenstråle
Fredrik Frans Wallenstråle, född 30 januari 1771 i Stockholm, död 10 december 1857 på Ekeby i Ytterenhörna socken i Södermanland, var en svensk militär som utmärkte sig under Gustav III:s ryska krig.

## Bakgrund
Wallenstråle var son till kanslirådet och ordenshärolden Fredrik Ulrik Wallenstråle och dennes hustru Märta Silfverstedt. Redan som nioåring blev han inskriven som ryttare vid Livregementet till häst. Under 1780-talet var han antagen som extra lärstyrman vid Svenska Ostindiska Companiet. Den 29 december 1789 utnämndes han till fänrik vid Arméns flottas svenska eskader, och han deltog bland annat i Slaget vid Svensksund den 9-10 juli 1790. Han befordrades den 22 juli 1790 till löjtnant.
Efter kriget kvarstod han i krigstjänst, till dess att han den 9 oktober 1804 erhöll avsked med möjlighet att kvarstå som löjtnant i flottorna. Han erhöll avsked den 22 juli 1805 med kaptens titel. Den 12 september samma år gifte han sig i Lyttskär i Satakunta med dottern till landshövdingen Carl Constantin de Carnall, Catharina Maria Charlotta de Carnall. Paret fick sex barn, varav ett dog i späd ålder. Familjen bosatte sig i Björneborg, där Wallenstråle verkade som handelsman. Familjen flyttade runt år 1820 tillbaka till Sverige och Wallenstråle dog tio dagar före sin hustru. De är gravsatta på Maria Magdalena kyrkogård.

## Utmärkelser
- Svensksundsmedaljen – 1791